# スペースX CRS-21
Spx-21としても知られるスペースX CRS-21は、2020年12月6日に打ち上げられた国際宇宙ステーションへの商業補給サービス（CRS）ミッション。このミッションはNASAとの契約に基づき、スペースXがカーゴドラゴンを使用して実施した。これは2016年1月に締結されたNASAのCRSフェイズ2契約に基づくスペースXによる初めてのフライトだった。また、このミッションは、新しいドラゴン2型の最初のカーゴドラゴンであり、クルードラゴン宇宙船（スペースX Crew-1）と同時にドッキングされた最初のカーゴドラゴン飛行でもあった。このミッションではブースターB1058.4が使用され、NASA以外のミッションで使用されたブースターが再利用された最初のNASAミッションとなった。また、SpaceX社が過去に1回以上飛行したブースターでNASAのペイロードを打ち上げたのもこれが初めてだった。

## カーゴドラゴン
スペースXはカーゴドラゴンを5回再利用することを計画している。カーゴドラゴンは、宇宙飛行士が搭乗している場合に必要となるスーパー・ドラコ脱出エンジン、座席、操縦装置および生命維持装置なしで打ち上げられる。ドラゴン2は、ドラゴン1に対して、再改修時間を短縮して飛行間隔を短縮するなどの改良が加えられている。
CRS-21は標準的な30日間のミッションだったが、最新の飛行計画統合パネル（FPIP）文書によれば、CRS-23以降のスペースXの輸送ミッションは60日以上に伸び始めることが示されている。スペースXのドラゴン・ミッション・マネージメント担当ディレクターのサラ・ウォーカーは「新しいカーゴドラゴンは、第1世代のドラゴン宇宙船の2倍以上となる最大75日間、宇宙ステーションに滞在することが可能である」と述べている。
このミッションでは、初めて2機のドラゴンカプセルが同時にISSにドッキングした。
CRS-21ミッション以降、新しいドラゴンのカーゴカプセルはフロリダ沿岸の大西洋ないしメキシコ湾にパラシュートで着水する。このNASAの優先事項はCRS-2の採用に追加された。

## ミッション

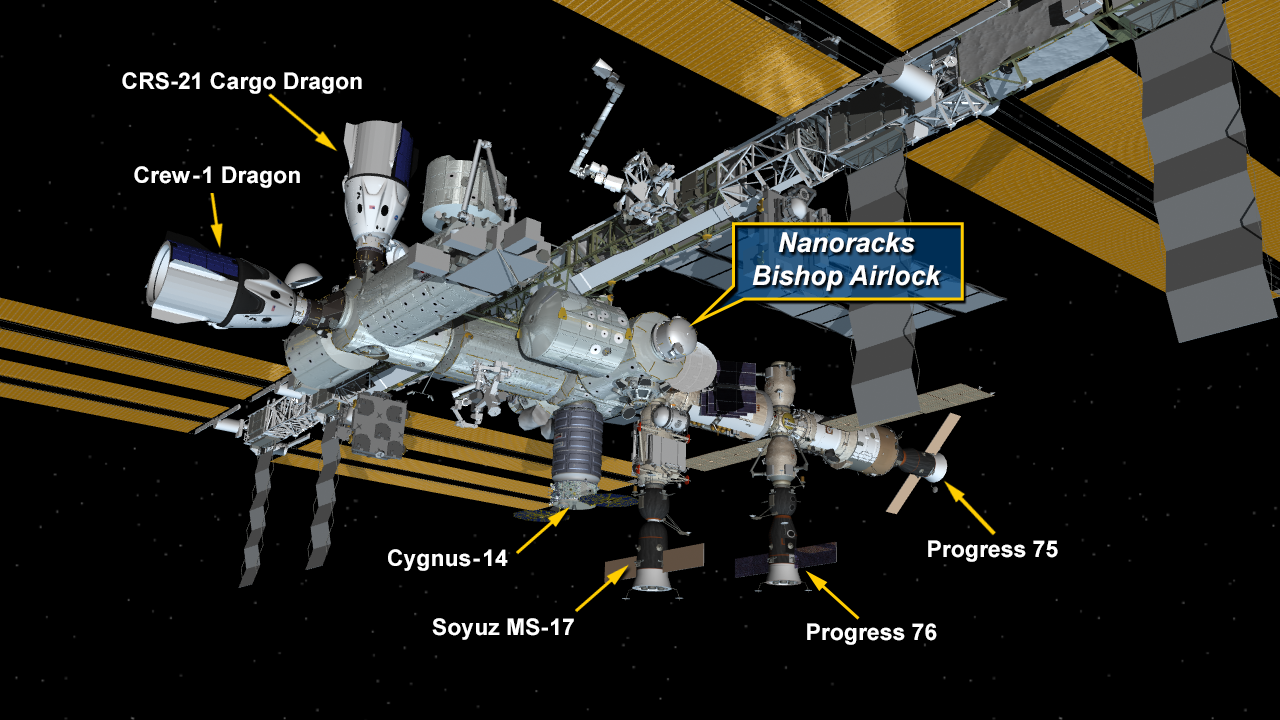
新しいナノラックス・ビショップ・エアロックを含む構成

### チムライン
T+00:00: 離昇

T+01:18: 最大動圧点

T+02:30: 第1段エンジン停止（MECO）

T+02:34: 第1段分離

T+02:41: 第2段エンジン始動

T+06:37: 第1段再突入燃焼開始

T+08:38: 第2段エンジン停止（SECO）

T+08:38: 第1段無人船に着艦

T+11:49: ドラゴン分離

T+12:35: ドラゴンのノーズコーン展開シーケンス開始

## 貨物
NASAはスペースXとCRS-21ミッションの契約を結び、これに従ってカーゴドラゴンの主なペイロード、打ち上げ日および軌道パラメーターを決定した。このミッションのペイロード合計は2,972 kg (6,552 lb)である。
- 科学調査 953 kg (2,101 lb)
- 宇宙船ハードウェア： 317 kg (699 lb)
- 乗組員の補給物資： 364 kg (802 lb)
- 船外活動装備： 120 kg (260 lb)
- コンピューター資材： 46 kg (101 lb)
- ロシア製ハードウェア： 24 kg (53 lb)
- 外部貨物：（ナノラックス・ビショップ・エアロック）1,380 kg (3,040 lb)

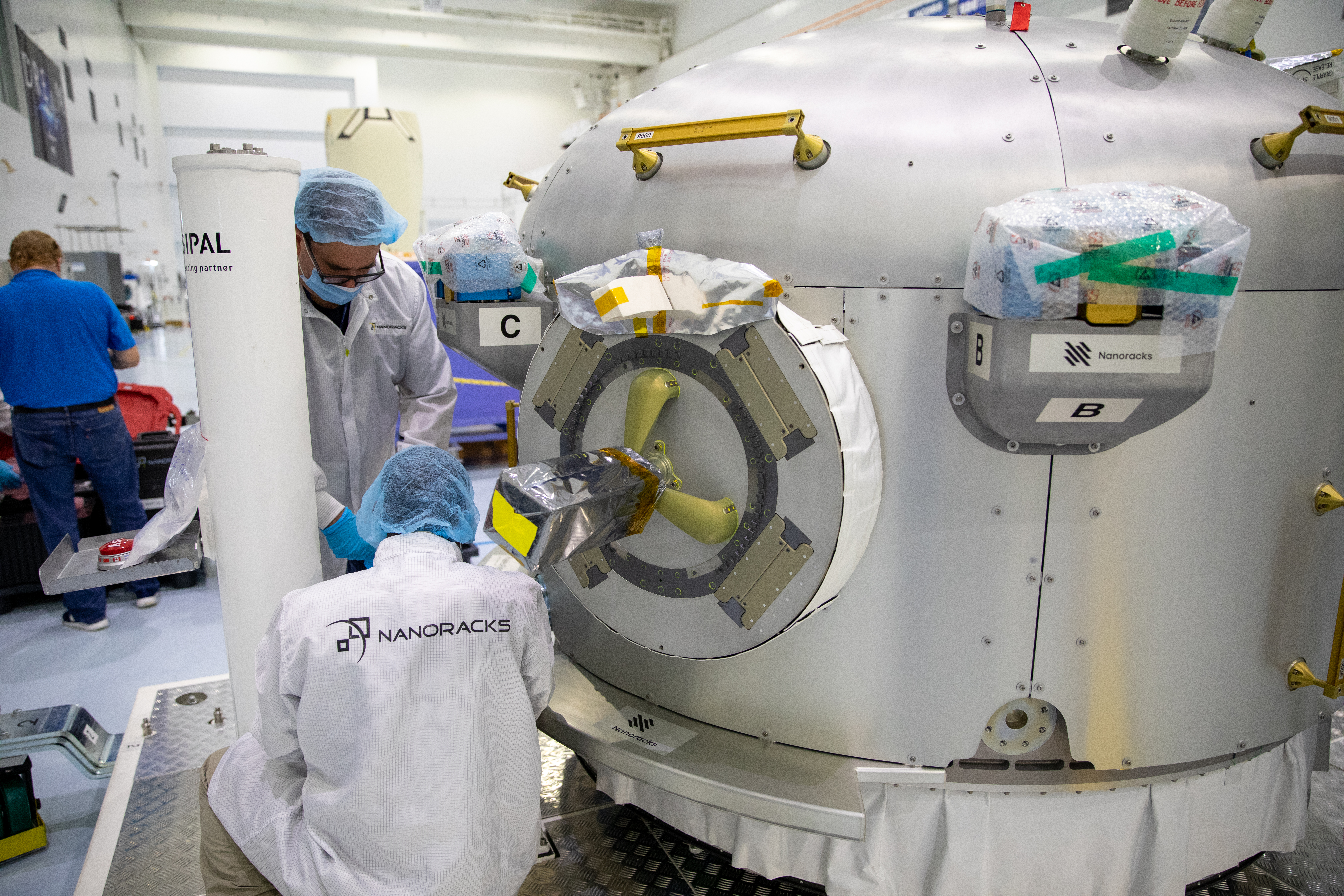
CRS-21で打ち上げられたビショップ・エアロックで作業するナノラックス社の技術者たち

ナノラックス・ビショップ・エアロック（従来はビショップ・エアロック・モジュールとして知られていた）は、ISSのトランクウィリティーモジュールに取り付けられた貨物エアロックであり、ナノラックスによって商用に開発および運用がなされる。ビショップ・エアロックは、日本のきぼうモジュールのエアロックだけが衛星の展開に使用されていた時よりも、5倍の展開能力を提供する。ナノラックスが主契約者で、タレス・アレーニア・スペースが与圧シェルを、ボーイングが係留機構を製造している。これは、2016年4月にISSに取り付けられ、少なくとも2028年までは使用されるビゲロー拡張式活動モジュール（BEAM）に次いで2番目の商用モジュールであるビッショップ・エアロックの建造は2015年に開始され、2020年12月19日にカナダアーム2を使用してトランクウィリティーモジュールに係留された。

### 実験

#### BioAsteroid
小惑星や月、火星での岩石採掘に必要なインフラやツールをテストするために設計された実験。人類が上記の天体に降着した際には、天体から玄武岩を採掘する予定である。

#### Hemocue
月および火星で白血球を検査するシステムのテスト。このシステムは地表の重力かで開発されたのもので、さらに微小重力状態でのテストが必要となっている。

#### 脳オルガノイド実験
1回目の脳オルガノイド実験の続き。その目的は、最初の実験の検証を行い、最初の実験で記録された調査を継続することにある。この計画は、ヒトの脳の初期の発達や微小重力下での動きを研究し、神経性疾患への対処や、よりよいモデルの作成に役立てることができる。

#### Cardinal Heart
以前の実験の続き。 この実験ではヒトの心臓組織での心筋細胞および、微小重力環境に対する反応の研究。NASAのキャスリーン・ルビンス飛行士は数年前のステーションでの実験に立ち会い、「ステーションでは息を飲むようなことは数少ないが、これはそのうちの一つだ」と述べた。

#### Subsa-Brains
微小隕石および宇宙ゴミの影響と、それらが引き起こす損傷について研究し、微小重力環境でもろう付けによる修復が可能かを研究した。

#### 3次元微生物モニタリング（3DMM）
ISS内のさまざまな場所に存在する細菌と代謝物の3次元マップを構築し、宇宙飛行環境が同定されたさまざまな種にどのような影響をあたえるのかを明らかにした。

#### 微小重力下でのモノクロナール結晶研究（MCRM）
米国の製薬企業ブリストル・マイヤーズ スクイブによるタンパク質結晶化実験。NASAの宇宙飛行士が、地上の患者のための医薬品の処方と投薬を改善することを目的として、宇宙でのモノクロナール抗体の結晶化が研究された。モノクロナール抗体とは、実験室で作られた、抗原と呼ばれる特定の標的と相互作用するように設計されたタンパク質で、ガンを含む多くの疾病の治療に使用されている。

#### Rodent Research-23（RR-23、齧歯類研究23）
宇宙飛行が目に与える影響、特に視力の維持に必要な動脈、静脈、リンパ管の構造と機能が研究された。

#### 学生宇宙飛行実験計画
学生宇宙飛行実験計画（SSEP）では、ミッション14Aの一部として27件の実験が行われた。
CRS-21の与圧カプセルでは、宇宙の条件が微生物と鉱物の間の相互作用にどのような影響を与えるのかに関する研究などの、さまざまな研究が行われた。

### 帰還するハードウェア
CRS-2契約に基づく帰還するカプセルないしリフティングボディーから始まり、NASAは国際宇宙ステーションから帰還させる主要ハードウェア（診断評価、改修、修理ないし不要となった故障したり、使用済みのハードウェア）を報告している。スペースX CRS-21ミッションは、2,002 kg (4,414 lb)の帰還貨物を搭載して、2021年1月14日に大気圏に再突入し、フロリダ州西岸近くに着水した。帰還貨物には以下のものが含まれていた：
トレッドミル・データ・アビオニクス・ユニット：トレッドミルをサポートする、故障した電子機器。軌道上で正常なスペアと交換された後、地上に戻された重要なアイテム。
二酸化炭素除去アセンブリー（CDRA）のエア・セレクター・バルブ：軌道上での二酸化炭素除去機能をサポートするために、修理および回収のために地上に戻される劣化した重要なバルブ。
窒素酸素再充填システム（NORS）のタンク：酸素ないし窒素を軌道上に運ぶ使用済みのタンクで、2021年のその後の軌道上での需要に応じて再利用される。
齧歯類研究用飼育器及び運搬器：RR-23ミッションからの生きた齧歯類と、将来の研究ミッションおよび分析をサポートする飼育器と運搬器。
ISSのマイナス80実験室冷凍庫（MELFI）の電子回路ユニット：将来の低温搭載ミッションを可能にするために、地上で修理される故障した低温搭載装置。
サーマルアミン・バルク節水バルブ：故障したために修理のために地上に戻される、サーマルアミンシステムの効率的な仕様をサポートするためのバルブ。オリオンカプセルの同様の設計のバルブの堅牢性を確認するのに役立つ。

## ドッキング解除と帰還
再突入地点に向かう前に、自動操縦の貨物カプセルは2021年1月12日 14:05 UTCに国際宇宙ステーション（ISS）からドッキングを解除した。スペースX ドラゴン2宇宙船にとって初めてのドッキング解除と着水の完了となった。スペースXの回収チームは、フロリダ州タンパ西方のメキシコ湾で2021年1月14日 01:26 UTCにパラシュートで減速しての着水に備えた。NASAによれば、ドラゴン宇宙船は2,002 kg (4,414 lb)の貨物を搭載して地球に帰還した。